# Ett äventyr i Paris
Ett äventyr i Paris (originaltitel: Passport to Paris) är en film från 1999 i regi av Alan Metter, med Ashley och Mary-Kate Olsen. 

## Handling
De två systrarna åker till Paris för att besöka sin morfar under ett skollov. I Paris möter de två franska killar som de blir förälskade i och tillsammans med dem upplever de Paris.

## Rollista
| Mary-Kate Olsen        | – Melanie 'Mel' Porter        |
| Ashley Olsen           | – Allyson 'Ally' Porter       |
| Peter White            | – Grandpa 'Ambassador' Edward |
| Matt Winston           | – Jeremy Bluff                |
| Yvonne Sciò            | – Brigitte                    |
| Brocker Way            | – Jean                        |
| Ethan Peck             | – Michel                      |
| François Giroday       | – Henri                       |
| Jon Menick             | – François                    |
| Doran Clark            | – Barbara Porter              |
| Matt McCoy             | – Jack Porter                 |
| Robert Martin Robinson | – Mssr. De Beauvoir           |
| Laura Julian           | – Madame De Beauvoir          |
| Logan Robbins          | – Kyle                        |
| Matt Freund            | – Shane                       |